# پل یونیون (توئید)
پل یونیون (انگلیسی: Union Bridge) یک پل معلق بر روی رود توئید در بریتانیا است.
این پل که مابین روستای هورنکلایف، انگلستان و روستای فیشویک، اسکاتلند است در سال ۱۸۲۰ میلادی تأسیس شده و دارای ۱۳۷ متر طول است.

## نگارخانه

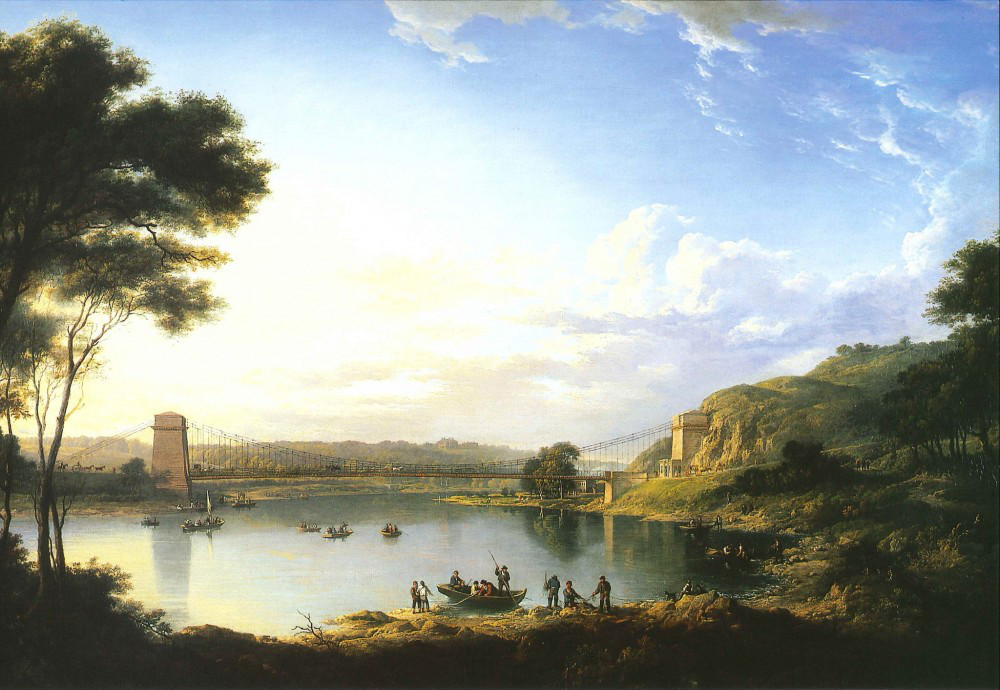
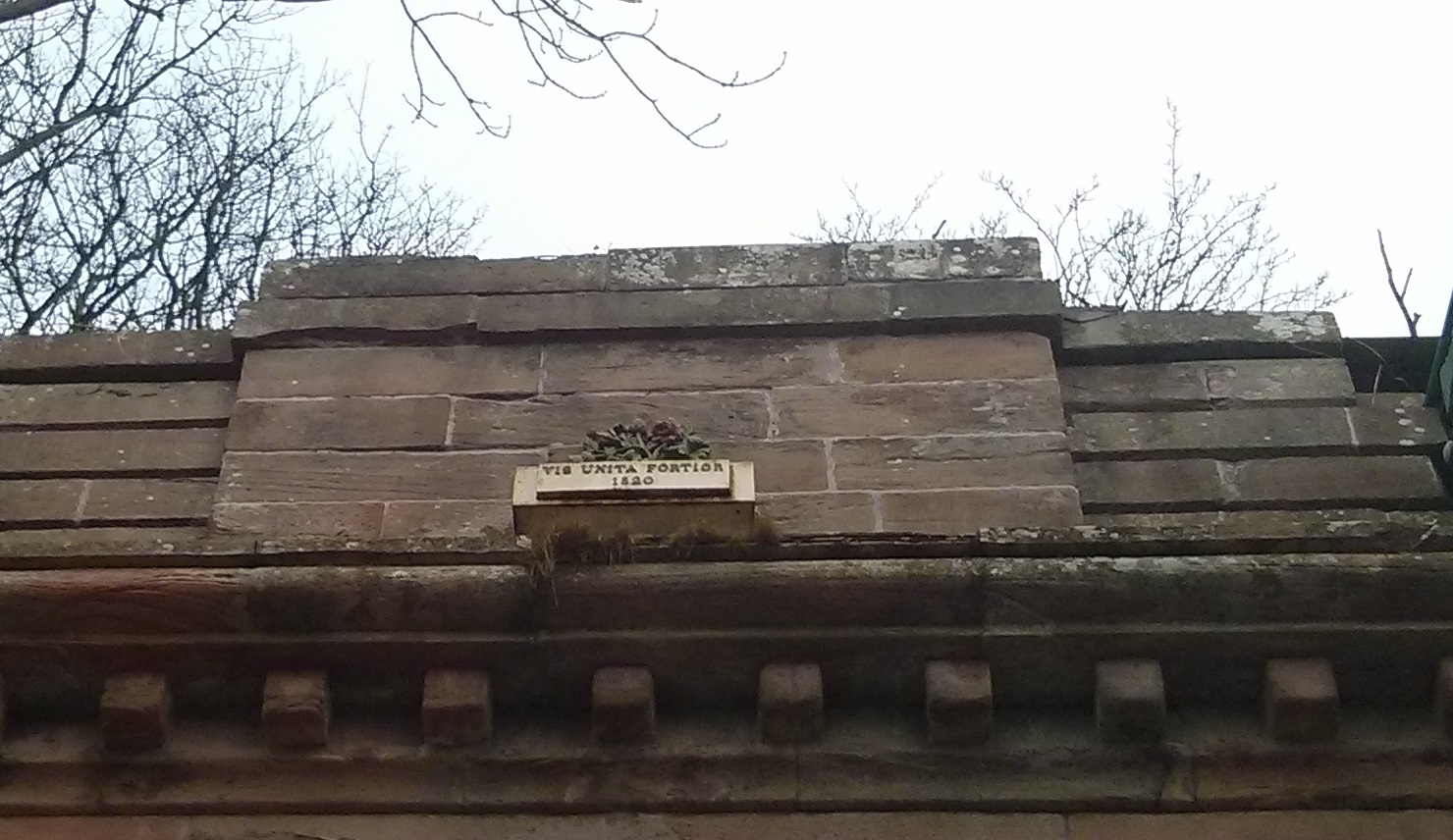
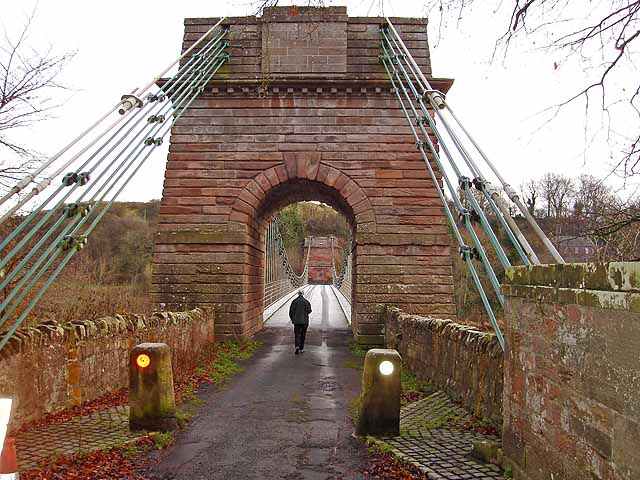